# 黃怡樺
黃怡樺（1984年7月20日—）是臺灣職業女子乒乓球國手。從國小三年級加入桌球校隊便開始練球參賽。

## 歷年成績
- 2010年德國公開賽：女單前八名
- 2006年杜哈亞運：黃怡樺與搭檔陸雲鳳參賽，出戰大會第一種子：中國隊郭躍、李曉霞。力拼六局，以二比四落敗，獲得銅牌的獎項。
- 2005年臺灣全國運動會桌球比賽：第一戰，黃怡樺於決賽直擊敗右臂拉傷的隊友潘俐君，獲得女子單打金牌，寫下女子單打五連霸的紀錄，緊逼陳寶貝在1955年（民國四十四年）至1960年（四十九年）創造的女子單打六連霸紀錄。
- 2001年全國桌球賽冠軍戰，黃怡樺力克奧運名將陳靜，獲得冠軍。